# Emil Wahlström
Emil Max Wahlström (Göteborg, 2 marzo 1987) è un ex calciatore svedese, di ruolo difensore.

## Carriera

### Club
Nasce e cresce a Backa, distretto situato sull'isola di Hisingen sul territorio del comune di Göteborg.
All'età di 15 anni entra nel settore giovanile dell'Häcken, formazione con sede proprio presso l'isola di Hisingen. Qui vince un titolo nazionale giovanile.
Nel 2005 va a referto per la prima volta con la prima squadra, senza però essere schierato. Nel febbraio 2007 firma un contratto triennale, e nel corso della stessa stagione colleziona le prime presenze durante il campionato di Superettan. Nel 2008 ha giocato 13 partite, conquistando la promozione in Allsvenskan. Minore l'impiego nell'anno seguente, con 4 sole presenze. Di lì in poi la squadra giallonera ha sempre continuato a disputare il massimo campionato svedese così come Wahlström, il quale ha alternato stagioni con un buon numero di presenze ad altre in cui è dovuto rimanere maggiormente ai margini del gioco.
Dopo 16 anni trascorsi con la maglia dell'Häcken – includendo anche quelli relativi alle giovanili – al termine del campionato 2018 non ottiene il rinnovo contrattuale e rimane svincolato.
Ha comunque continuato a giocare a calcio in città, scendendo nel campionato di Superettan dopo aver firmato con il GAIS fino al 2020.

### Nazionale
Ha giocato nella nazionale svedese Under-19.

## Palmarès

### Club

#### Competizioni nazionali
- Coppa di Svezia: 1

Häcken: 2015-2016